# Giovanni Andrea De Magistris (Como)

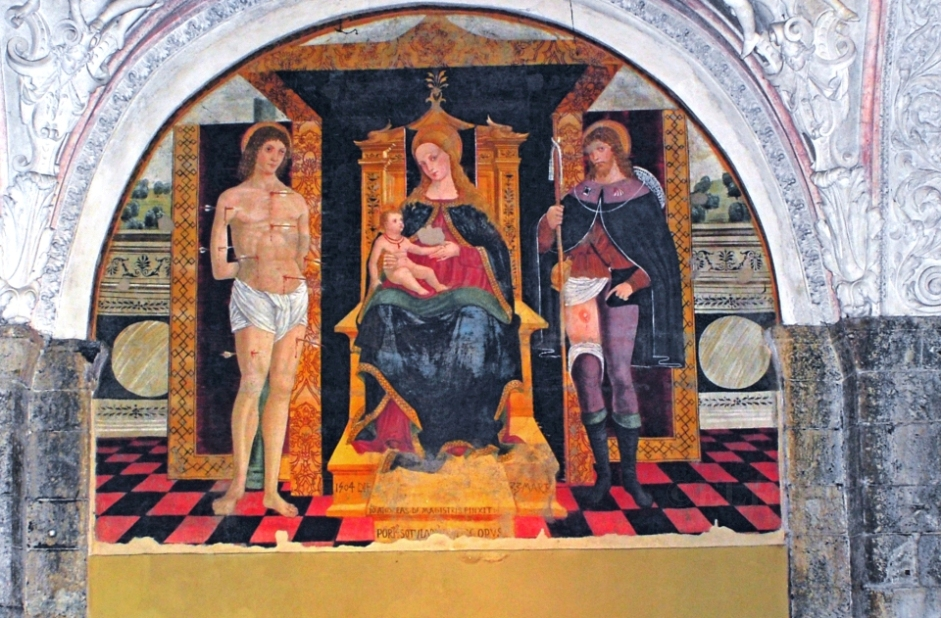
Madonna tra i santi Sebastiano e Rocco, 1508, basilica di San Fedele, Como

Giovanni Andrea De Magistris (Como, 1460 – 1532) è stato un pittore italiano.

## Opere
- Affreschi nella chiesa di chiesa SS. Nazaro e Celso a Scaria d'Intelvi.
- "Madonna tra i santi Sebastiano e Rocco" (1508), basilica di San Fedele, Como.
- Crocifissione (1520), Chiesa di San Martino, Moltrasio